# 出口明見
出口 明見（でぐち あけみ、1949年8月20日 - ）は、北海道出身の元騎手・元調教助手。

## 経歴

### 1970年代
1970年3月7日に中山・矢倉玉男厩舎からデビューし、東京第2競走4歳未勝利・ホーオーリツチ（17頭中13着）で初騎乗を果たす。5月24日の東京第3競走4歳100万下・リュウタイヨウで初勝利を挙げ、1年目の同年は8勝をマーク。
2年目の1971年には初の2桁で自己最多の20勝をマークし、3年目の1972年からは平地の騎乗に専念。1973年には2年ぶりの2桁となる10勝を挙げるが、1974年から1976年にかけては3年連続9勝と2桁に後一歩届かなかった。重賞でもリュウズキ産駒のリュウフブキで1975年のカブトヤマ記念・愛知杯を共に2着と惜しかったが、1976年のカブトヤマ記念でイナボレス・スガノホマレを抑えて初制覇。

### カシュウチカラの主戦として
1977年には2年目以来となる20勝を挙げ、同年から1979年まで3年連続2桁勝利を記録。1977年の目黒記念（春）では8番人気のカシュウチカラで同期のグリーングラス・クライムカイザーを抑えて勝利し、同年の京王杯AHでも14頭中11番人気ながらプレストウコウ・ディアマンテ・テイタニヤを破る。天皇賞（秋）ではグリーングラス・トウショウボーイに先んじる4着に入り、1978年はアメリカJCCでグリーングラスをアタマ差抑え、続く目黒記念（春）ではトップハンデ59kgを克服して連覇を達成。天皇賞（春）では4着ジンクエイトに7馬身差の3着、天皇賞（秋）ではテンメイ・プレストウコウの3着と健闘。

### 1980〜90年代
1981年の11勝を最後に1桁台が続き、1988年と1992年には自己最低の1勝に終わるが、その間の1989年には師匠の定年を前にフリーに転向。
1993年は9月26日の中山第8競走4歳以上500万下・キオイスマートが最後の勝利となり、同馬に騎乗した10月16日の東京第12競走4歳以上900万下（12頭中8着）が最後に現役を引退。

### 引退後
引退後は2014年まで石栗龍彦厩舎の調教助手を務めた。

## 騎手成績
| 通算成績 | 1着 | 2着 | 3着 | 4着以下 | 出走回数 | 勝率 | 連対率 |
| -------- | --- | --- | --- | ------- | -------- | ---- | ------ |
| 平地     | 179 | 222 | 203 | 2107    | 2711     | .066 | .148   |
| 障害     | 0   | 3   | 0   | 4       | 7        | .000 | .429   |
| 計       | 179 | 225 | 203 | 2111    | 2718     | .066 | .149   |

### 主な騎乗馬
- リュウフブキ（1976年カブトヤマ記念）
- カシュウチカラ（1977年・1978年目黒記念 (春)、1977年京王杯オータムハンデキャップ、1978年アメリカジョッキークラブカップ）